# Mazarinade
Fællesbetegnelsen Mazarinader dækker over en række tryksager, særligt smædeskrifter, der er trykt i Frankrig under den såkaldte Fronde, der var de uroligheder der foregik 1648-1653 og som til tider havde karakter af borgerkrig, og drejer sig om kardinal Mazarin. Kardinal Mazarin (1602-1661) var Richelieus efterfølger og regerede som førsteminister sammen med enkedronning Anna af Østrig (1601-1666) for den mindreårige Ludvig, der skulle blive kendt som Ludvig 14. af Frankrig eller Solkongen.
Mazarinader kan være tynde - mange af dem er på 8 sider - og de kan være tykke. Gabriel Naudés Jugement de tout ce qui a esté imprimé contre le cardinal Mazarin depuis le 6 janvier jusqu'à la déclaration du 1er avril 1649 er på over 700 sider. Nogle af smædeskrifterne blev forfattet af kendte skribenter som Sandricourt og Scarron - og af Cyrano de Bergerac, der først skrev imod Mazarin og derefter for ham.
Den første forsker der forsøgte at lave en bibliografi over mazarinaderne var Célestin Moreau. Moreau nåede i sin bibliografi (inklusive supplementer) op på 4607 forskellige numre. 
Blandt mazarinader inkluderer han alle tryksager, der har relation til Fronden. Moreau er i det 20. århundrede blevet efterfulgt af Hubert Carrier (1936-2008), der skrev doktordisputats om Mazarinader. Carrier mente, at Moreau havde givet en for bred definition af Mazarinader. På den anden side kritiserer han, at Moreau kun har givet periodika et nummer og ikke givet forskellige numre til en tryksag og dens forskellige fortsættelser. Således når han frem til 5200 mazarinader, hvortil kommer mazarinader, der er forblevne håndskrevne. Hubert Carrier forberedte en Bibliographie historique et critique des Mazarinades, som han håbede at udgive i 2002, men som aldrig er udgivet.

På dansk brugte Julius Paludan i 1911 ordet mazarinader en enkelt gang i en artikel om ”Burlesk digtning i Danmark før Holberg”. Historikeren og politikeren Peter Munch brugte i Salmonsens Konversationsleksikon i stedet den franske udgave af ordet: 
| „ | Mazarinades er Betegnelsen for en Del Flyveskrifter, snart paa Vers, snart paa Prosa, der rettedes mod Mazarin under Frondebevægelsen 1648-1653. Scarron og Kardinal Retz er foruden mange andre bl. Forfatterne. Bl. de mest beundrede var Le chant des Barricades, l'Envoi de Mazarin au mont Gibet, L'An Rouge og La Lettre de Polichinelle à Jules Mazarini. P.M. | “ |
|   | — Peter Munch |   |

Det Kongelige Bibliotek i København har en stor samling Mazarinader.

## Eksterne links
- Forskningsprojekt om Mazarinader. Arkiveret 4. marts 2016 hos  Wayback Machine Nyhedsbrev fra Håndskriftafdelingen, Det Kongelige Bibliotek
- Projet Mazarinades Arkiveret 19. februar 2013 hos  Wayback Machine
- La Mazarinade af Paul Scarron